# Hug III d'Empúries
Hug III d'Empúries (? - 1173) fou comte d'Empúries de 1154 fins a la seva mort el 1173. Era el fill de Ponç II d'Empúries i de Brunesilda. Va succeir el seu pare vers l'any 1154.
Es casà amb Jussiana d'Entença, senyora d'Alcolea de Cinca amb qui tingué:
- Ponç III d'Empúries (v 1135-1200), comte d'Empúries
- Ponç Hug d'Entença (?-1175), senyor d'Alcolea de Cinca
- Brunissenda d'Empúries
- Maria d'Empúries, casada amb Jofre II de Rocabertí, vescomte de Rocabertí

La mala situació econòmica, ja heretada del temps del seu pare, provocà que empenyorés la vila d'Ullà al bisbat de Girona el 1167.